# مغالطة الدافع
مغالطة الدافع أو مغالطة الفائدة الشخصية وهي نمط من الحجج يلجأ فيه الشخص إلى التشكيك في صحة أمر أو قول ما بناءً على الدوافع التي قد يحملها مُقدِّم هذا الأمر أو القول. يمكن اعتباره حالة خاصة لمغالطة الشخصنة الظرفية. وعلى ذلك، قد يعتبر هذا النوع من الحجج مغالطة غير صورية.
من السمات المشتركة لمغالطات الدوافع الشخصية هي الاعتقاد بأنّ الدافع يلعب دورًا في تشكيل الحجة وخلاصتها، وذلك عند ظهور مجرد احتمال لوجود دافع (مهما كان ذلك صغيرًا) بغض النظر عن إظهار الدافع الموجود فعليًا، أو إن كان الدافع موجود أساسًا. وفي كثير من الأحيان، تعتبر احتمالية وجود الدافع بشكل مجرد دليلًا كافيًا.
يكون التركيب المنطقي للمغالطة على الشكل التالي:
- يدعي الشخص 1 س.
- يمتلك الشخص 1 مصلحة راسخة في كون س حقيقية.
- لذلك س خطأ.

## أمثلة
- «أوصى هذا الموقع بعنصر تحكم الواجهة الرسومية لشركة إيه سي إم إي على عنصر تحكم الواجهة الرسومية لميغا كورب. لكن هذا الموقع يعرض أيضًا إعلاناتٍ للشركة الأولى، ولذلك ربما يكون متحيّزًا في تقييمه.» الحجة في هذه الحالة هي تقييم موقع الويب للميزات النسبية للمنتجين.
- «الحكم من مواليد مدينة نيويورك، لذلك كان من الواضح انحياز حكمه لصالح فرق نيويورك.» الحجة في هذه الحالة هي أحكام الحكم.
- «يجادل خصمي ويؤيد السماح ببناء هذا المركز التجاري في وسط المدينة. والأمر الذي لن يخبرك به هو أن ابنته وأصدقائها يعتزمون التسوق هناك بمجرد فتحه.»
- «البائع: هذه السيارة تمتلك كفاءة وقود أفضل من المتوسط، كذلك هي أحد أكثر السيارات موثوقية وفقًا لتقارير المستهلك. ويل: أشك في ذلك -من الواضح أنك تريد بيع هذه السيارة فقط.» حقيقة أن البائع لديه مصلحة خاصة في بيع هل السيارة لا تعني أنه يكذب. قد يكون كذلك، ولكن هذا ليس شيئًا يمكنك استنتاجه فقط تبعًا لمصالحه. من المعقول أيضًا افتراض أن البائعين يبيعون المنتجات والخدمات التي يقومون بها لأنهم يؤمنون بها.